# Pityrogramma presliana
Pityrogramma presliana là một loài dương xỉ trong họ Pteridaceae. Loài này được Domin mô tả khoa học đầu tiên năm 1928.